# Resolució 1387 del Consell de Seguretat de les Nacions Unides
La Resolució 1387 del Consell de Seguretat de les Nacions Unides fou adoptada per unanimitat el 15 de gener de 2002. Després de recordar anteriors resolucions sobre Croàcia incloses les resolucions 779 (1992), 981 (1995), 1147 (1997), 1183 (1998), 1222 (1999), 1252 (1999) i 1285 (1999), 1307 (2000), 1335 (2001) i 1362 (2001), el Consell va autoritzar la Missió d'Observadors de les Nacions Unides a Prevlaka (UNMOP) a continuar supervisant la desmilitarització a la zona de la península de Prevlaka sis mesos més fins al 15 de juliol de 2002.
El Consell de Seguretat va acollir amb beneplàcit la situació tranquil·la i estable de la península de Prevlaka i es va animar a saber que tant Croàcia com la República Federal de Iugoslàvia havien acordat establir una Comissió Fronterera. Va assenyalar que la presència de la UNMOP va contribuir enormement a mantenir les condicions propícies per a la solució de la disputa.
La resolució va donar la benvinguda al fet que Croàcia i la República Federal de Iugoslàvia (Sèrbia i Montenegro) avançaven en la normalització de les seves relacions. Va instar ambdues parts a aturar les violacions del règim de desmilitarització, cooperessin amb observadors de les Nacions Unides i asseguressin la llibertat de moviment completa als observadors. Es va demanar a ambdós països que implementessin mesures de foment de la confiança a partir de la Resolució 1252 i que informessin sobre el progrés de les seves negociacions bilaterals almenys dues vegades al mes. Finalment, la Força d'Estabilització, autoritzada a la Resolució 1088 i prorrogada per la Resolució 1357, havia de cooperar amb la UNMOP.
Croàcia havia demanat la suspensió de la missió de permetre que els dos països tinguessin més temps per resoldre les seves diferències, mentre que Montenegro va afavorir un mandat més llarg.